# Normann hajó

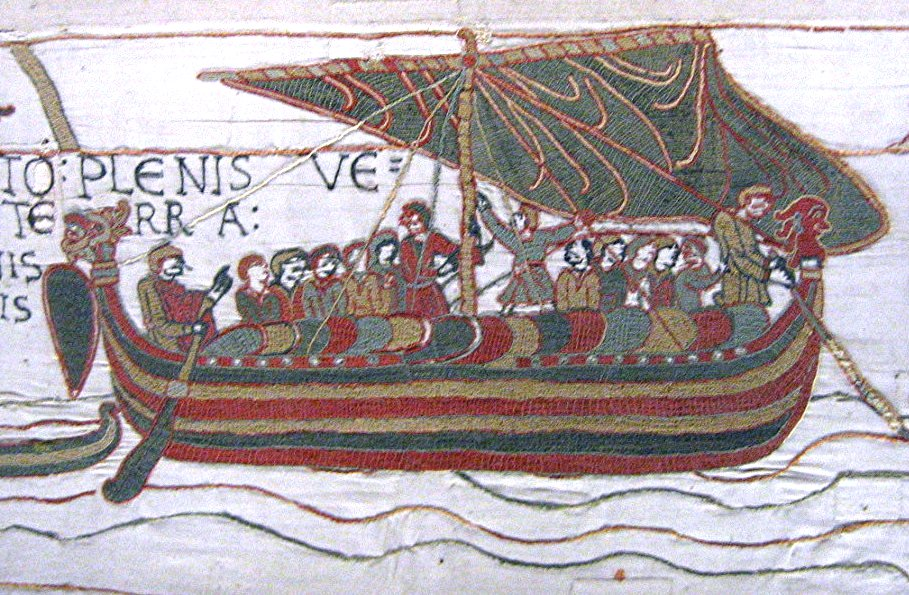
Egy normann hajó ábrázolás a bayeux-i kárpiton

A normann hajó a normannok 10–11. századi hadihajója volt. Lényegében a normannok a vikingek leszármazottai. Hajójuk a viking hajók továbbfejlesztése. A vikingek átvették az akkori francia hadihajó némely elemét, főképp a magas hajóoldalt és a nagyobb hajószélességet. Hajóikon a sárkány- és kígyófej dísz mellett megjelent a francia hajókon alkalmazott oroszlánfej díszítés is. A normann hadihajón kevesebb evező volt, s az evezők végül teljesen eltűntek róla. A lehajtható keresztvitorlát hordozó árbóc a hajó közepén kapott helyet, ezt az elrendezést a viking hajókról vették át. E hajók hossza 10-25 m volt, rövidebbek voltak, mint a viking hajók. Kecsességben is elmaradtak tőlük, de nagyobb biztonságot nyújtottak a hullámokkal szemben, s nagyobb volt a teherbíró képességük és a stabilitásuk is.